# نیسان قشقایی
نیسان قشقایی (به انگلیسی: Nissan Qashqai) یک خودروی کراس‌اوور از شرکت ژاپنی نیسان است که از سال ۲۰۰۷ میلادی در بازار عرضه شده‌است و در ایران توسط پارس خودرو در دو نسخه le و se عرضه شد که نمونه le دو دیفرانسیل بوده و دارای امکانات رفاهی بیشتری همچون کول باکس،سنسور نور و‌ باران، قفل دیفرانسیل مرکزی،گرمکن های صندلی جلو،تنظیم ارتفاع چراغ های جلو،ایربگ های جانبی و صندلی و صندلی های چرمی میباشد

## نام‌گذاری و قیاس با هم رده ها
نام خودروی نیسان قشقایی از ایل قشقایی ایران گرفته شده‌است. قشقایی خیلی دیر به ایران آمد. این خودرو سال 2006 توسط ژاپنی‌ها رونمایی شد اما تقریبا 3 سال بعد و در مدل 2009 به ایران رسید. قشقایی در دوره‌ای کوتاه نیز به‌صورت مونتاژی توسط پارس‌خودرو در داخل کشور نیز تولید می‌شد. در پاییز سال ۱۴۰۳ نیز با فیس لیفت نسل دوم نیسان قشقایی به صورت وارداتی وارد کشور شد، این در حالی است که فیس لیفت نسل سوم قشقایی از سال ۲۰۲۱ به بازار عرضه شده است.
در بازار استرالیا، این خودرو به نام «نیسان دوالیس» (Nissan Dualis) فروخته می‌شود. علت آن احتمالاً لهجه خاص مردم استرالیا بوده که نیسان نمی‌خواسته استرالیایی‌ها نام خودرو را مانند عبارت Cash Cow تلفظ کنند. برخی رسانه‌ها نیز برای توصیف موفقیت این محصول از جناس بین این دو نام استفاده می‌کنند.
نسل اول این خودرو در بازار آمریکا عرضه نشد و درعوض آن خودرویی به نام «نیسان روگ» (Nissan Rogue) عرضه می‌شد که  شباهت های ظاهری به قشقایی داشت، اما دومین نسل خودروی نیسان قشقایی در بازار آمریکا با نام «نیسان روگ اسپرت» (Nissan Rogue Sport) به فروش می‌رود.
این خودرو دارای رقبایی همچون کیا اسپورتیج و هیوندای توسان در بازار بوده و علیرغم داشتن کیفیتی فراتر و امکانات و طراحی بهتر به دلیل گرانتر بودن از اقبال چندانی برخودار نشد
در بحث ایمنی این خودرو توانست ۵ ستاره ایمنی رو از موسسه یورو انکپ کسب کند،جایی که رقبای اون امتیاز پایین تر رو کسب کردن،در حالی که این خودرو از موسسه IIHS امریکا تونست نمره خوبی رو در بخش حفاظت از سر و گردن در ضربات به ستون و چپ کردن بگیرد،کیا اسپورتیج و هیوندای توسان نتوانستند نمره قابل قبولی در این بخش بگیرند و در صورت تصادف با آسیب شدید به سرنشین مواجه میشوند.
نمونه های عرضه شده در ایران در نسخه فول داری ایربگ پرده ای در دو سمت، ایربگ های صندلی در دو سمت و ایربگ راننده و سرنشین به همراه کمربندهای مجهز به پیش کشنده میباشد،همچنین سنسور های تعبیه شده نبستن کمربند را به راننده گوشزد میکند

## طراحی و ساخت
این خودرو نخستین بار در نمایشگاه خودرو پاریس در سال ۲۰۰۶ در معرض عموم به نمایش درآمد. نیسان قشقایی نخستین محصول شرکت نیسان است که در دفتر طراحی اروپایی نیسان در شهر لندن طراحی شده، و مهندسی آن هم در مرکز فنی اروپایی نیسان در شهر کرنفیلد در منطقه بدفوردشایر در بریتانیا انجام شده‌است. از سال ۲۰۰۶، این خودرو در کارخانجات خودروسازی بریتانیایی نیسان (NMUK) در شهر ساندرلند در نزدیکی شهر نیوکاسل تولید می‌شود.

## آمار فروش
در ماه نوامبر سال ۲۰۰۷، شرکت نیسان تعداد یکصد هزار دستگاه از این خودرو را در اروپا به فروش رساند. از این مجموع، تعداد ۱۷٬۵۵۴ دستگاه در بریتانیا، ۱۵٬۳۷۶ دستگاه در روسیه، و ۱۰٬۷۴۶ دستگاه در ایتالیا به فروش رسیده‌است. خودروی نیسان قشقایی برای فروش در بازارهای خاورمیانه و سایر نقاط جهان نیز در نظر گرفته شده‌است.
| مدل سال | اروپا   | کانادا | چین     |
| ------- | ------- | ------ | ------- |
| ۲۰۰۶    | ۵۴      |        |         |
| ۲۰۰۷    | ۸۹٬۹۱۹  |        |         |
| ۲۰۰۸    | ۱۴۴٬۸۷۹ |        | ۲۳٬۷۷۲  |
| ۲۰۰۹    | ۱۸۰٬۴۶۸ |        | ۳۳٬۸۷۷  |
| ۲۰۱۰    | ۲۰۷٬۰۷۷ |        | ۶۲٬۰۷۵  |
| ۲۰۱۱    | ۲۰۸٬۶۴۹ |        | ۱۱۱٬۳۰۴ |
| ۲۰۱۲    | ۲۰۷٬۵۱۵ |        | ۱۰۵٬۱۴۳ |
| ۲۰۱۳    | ۲۰۱٬۷۲۲ |        | ۱۲۴٬۵۸۹ |
| ۲۰۱۴    | ۲۰۲٬۹۱۴ |        | ۸۷٬۴۴۸  |
| ۲۰۱۵    | ۲۳۰٬۶۶۱ |        | ۶۰٬۰۷۲  |
| ۲۰۱۶    | ۲۳۳٬۴۹۶ |        | ۱۳۹٬۶۸۴ |
| ۲۰۱۷    | ۲۴۷٬۱۹۹ | ۸٬۹۷۰  | ۱۵۶٬۳۲۲ |
| ۲۰۱۸    | ۲۲۹٬۳۸۲ | ۱۹٬۶۶۲ | ۱۷۵٬۰۴۵ |
| ۲۰۱۹    | ۲۱۸٬۹۴۶ | ۱۸٬۵۲۶ | ۱۷۹٬۷۷۳ |
| ۲۰۲۰    | ۱۳۵٬۸۲۹ | ۱۱٬۰۷۴ | ۱۶۱٬۱۹۳ |